# Limonia tuta
Limonia tuta är en tvåvingeart som beskrevs av Alexander 1935. Limonia tuta ingår i släktet Limonia och familjen småharkrankar.
Artens utbredningsområde är Taiwan. Inga underarter finns listade i Catalogue of Life.